# Сиразиев, Тимур Альбертович
Тиму́р Альбе́ртович Сирази́ев (род. 23 декабря 1978 года, Казань, Татарская АССР, СССР) — российский журналист, ведущий новостей и ток-шоу. Лауреат премии ТЭФИ (2014).
Блогер, в своём Instagram пишет про здоровый образ жизни и спорт.

## Биография
Тимур Сиразиев родился в Казани, где к 2001 году окончил Государственный технологический университет имени Кирова. Ещё в студенческие годы он увлёкся журналистикой, присоединившись к изданию «Молодёжь Татарстана» и локальной радиостанции. Через три года после выпуска из университета он принял участие в программе обучения журналистике и телекоммуникациям Государственного департамента США, работая в Нью-Йорке, Вашингтоне, Солт-Лейк-Сити, Мадисоне. В 2005—2007 годах он продолжал изучать профессию в фондах «Независимое радиовещание» и «Образованные Медиа».

### Начало карьеры
Одновременно с обучением в университете в 1999 году, Сиразиев получил должность редактора филиала радио «Эхо Москвы» в Казани. Параллельно он сотрудничал с филиалом телекомпании ВГТРК в Татарстане. В 2004 году он перешёл в штат региональной телекомпании «Эфир» в качестве новостного журналиста.
С 2005 года он был ведущим программы «Говорит и показывает радио», где в разное время выступали первые лица Республики Татарстан: её президент Минтимер Шаймиев, министр МВД Асгат Сафаров, начальник ГИБДД Рустам Минниханов и другие. Новостной проект был удостоен награды всероссийского конкурса «Вместе радио». В 2006—2007 годах Сиразиев занимал должность корреспондента ТРК «Петербург», в 2007—2008 годах — ведущего информационных выпусков из Казани на телеканале «Вести».

### Первый канал
В 2008 году Сиразиев присоединился к штату «Первого канала» в качестве корреспондента.

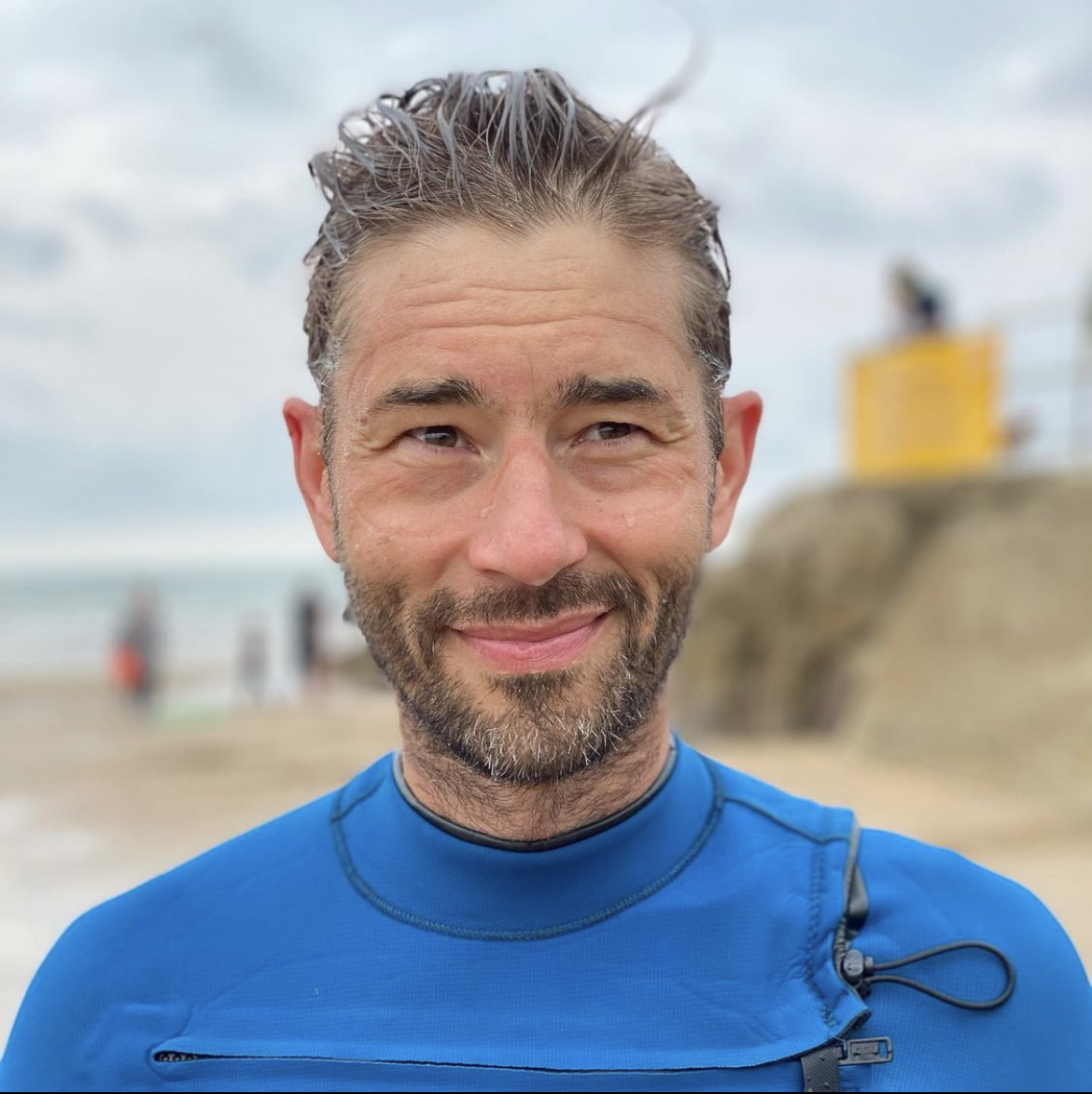
Фото из Instagram

Работал на Чемпионате мира по футболу в ЮАР, на четырёх олимпиадах: в Лондоне (2012), Сочи (2014), Рио-де-Жанейро (2016) и Пекин (2022). Во время последней вёл новости спорта из выездной студии в Китае.
С октября 2017 года, в связи с уходом Дмитрия Сошина, Сиразиев стал собственным корреспондентом телеканала в Лондоне, откуда он продолжил освещение международной повестки и российско-британских отношений. В частности, в 2018 году он выпустил материал об английской «пропагандистской» 77-й бригаде вооружённых сил Великобритании. Так как журналист и оператор российского телеканала снимали репортаж в непосредственной близости к военной базе и якобы пытались проникнуть внутрь, им было выдано предупреждение, а местные СМИ обвинили Сиразиева в шпионаже. В ответ российское посольство заявило, что британские власти намеренно препятствуют работе журналистов, назвав подобные ситуации «давлением на российские СМИ». Также внимание общественности Сиразиев привлекал, когда негативно высказался в отношении парада ЛГБТ сообщества в социальных сетях.
Последний сюжет Сиразиева на «Первом канале» вышел 12 января 2024 года, он был посвящён освещению российских мест в газете The Times. В дальнейшем место журналиста в Лондоне занял другой корреспондент — Павел Краснов.

### Другое
В настоящее время развивает своё направление в Интернете. Сиразиев называет себя «фитнес-журналистом». На его аккаунт в Instagram подписано 28 тысяч человек. Пишет про исследования в области медицины и здоровья, создаёт программы для пожилых и тех, кто только начинает заниматься фитнесом.

## Награды
В 2014 году Сиразиев стал обладателем премии ТЭФИ в номинации «За профессионализм и мужество при исполнении журналистского долга». Заслуги журналиста также упомянул заместитель премьер-министра Республики Татарстан Равиль Ахметшин.
По состоянию на 2019 год журналист входил в состав Медиаклуба, созданного при Полномочном представительстве Республики Татарстан.